# Rutílio Grande
Rutílio Grande García SJ (El Paisnal, 5 de julho de 1928 – Aguilares, 12 de março de 1977), foi um padre jesuíta salvadorenho, assassinado no contexto da Guerra Civil de El Salvador após criticar publicamente as ações do governo. Foi declarado mártir pelo Papa Francisco, sendo beatificado em janeiro de 2022.

## Biografia
Rutílio Grande nasceu no dia 5 de julho de 1928, em El Paisnal, El Salvador. Ainda muito jovem, ingressou no Seminário de San José de la Montaña, em San Salvador.
Em 1967, começou sua amizade com Óscar Romero, quando esse ainda não era bispo. Em 1970, participou da cerimônia que ordenou Romero como bispo auxiliar de San Salvador. Depois disso, foi estudar em Bilbau, na Espanha.

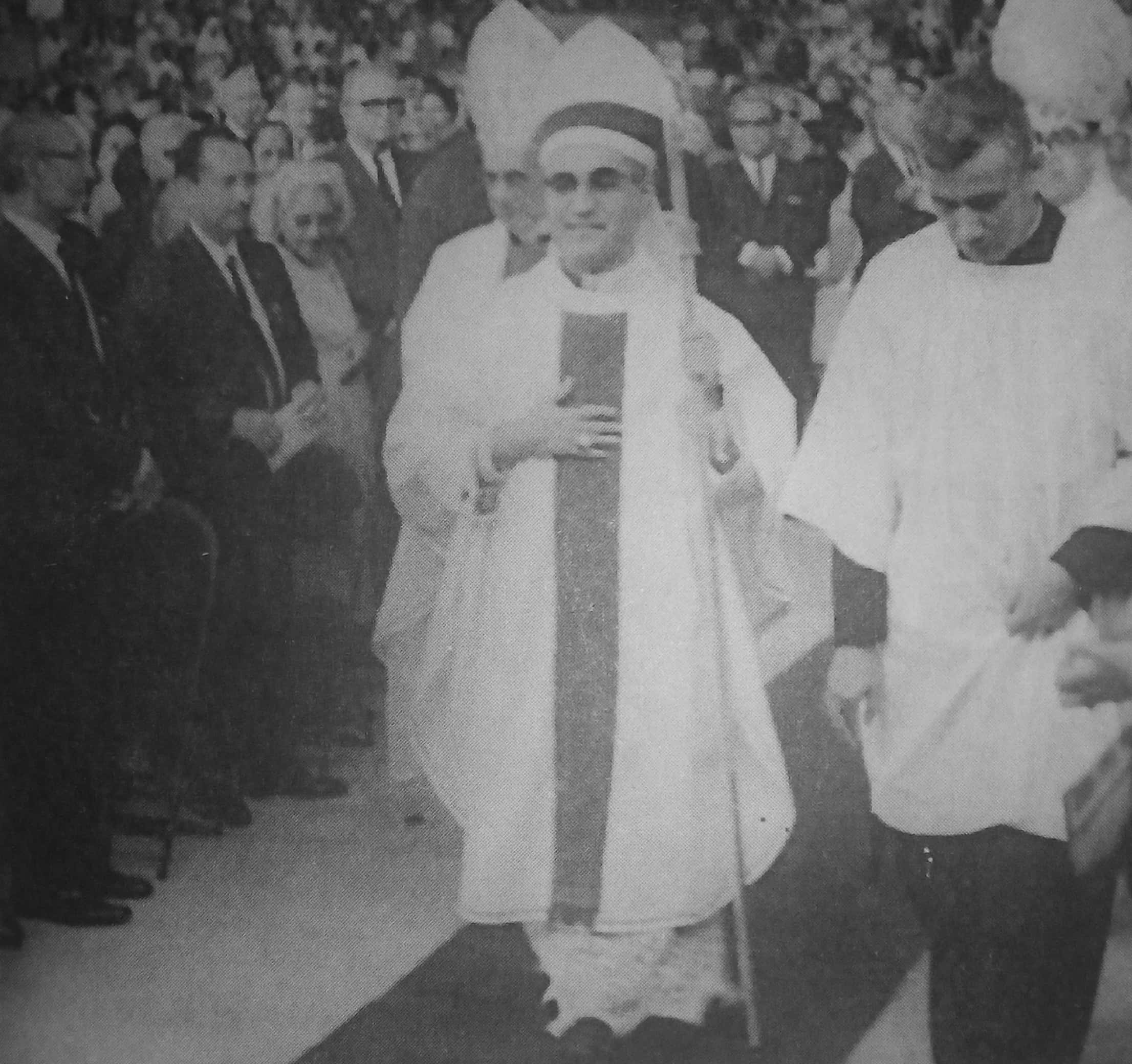
Dom Óscar Romero (centro) e Padre Rutílio (direita) por volta de 1977

Em 24 de setembro de 1972, assumiu a paróquia do Município de Aguilares que frequentara na infância e na juventude, onde fundou diversas Comunidades Eclesiais de Base (CEB's) e formou lideranças nomeadas como "Delegados da Palavra". Essas ações não foram bem recebidas por setores conservadores.
No dia 13 de fevereiro de 1977, fez um sermão com críticas ao governo pela expulsão do padre colombiano Mario Bernal Londoño.
No dia 12 de março de 1977, estava dirigindo um Jeep, acompanhado por Manuel Solorzano, de 72 anos e por Nelson Rutílio Lemus, de 16 anos, na estrada que liga o Município de Aguilares e o Município de El Paisnal, quando foram emboscados e metralhados por integrantes de Esquadrões da Morte.
Dom Romero celebrou a missa de corpo presente das vítimas. Esse fato levou Romero a exigir investigações e a afastar-se do governo.

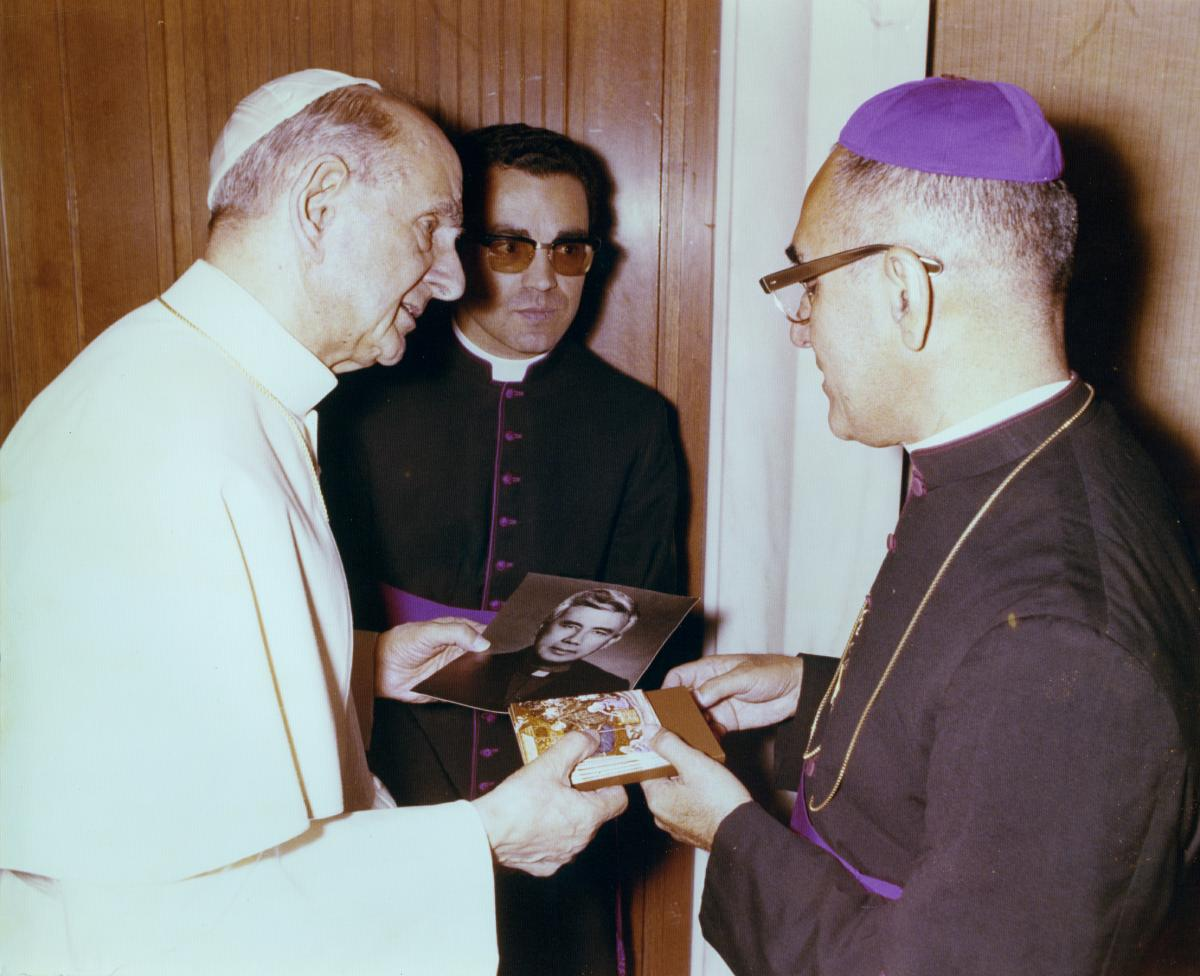
Dom Romero entrega ao Papa Paulo VI uma fotografia de Padre Rutílio, após um ano de seu assassinato

No domingo posterior aos assassinatos, todas as missas nas paróquias da Arquidiocese de San Salvaldor foram canceladas e substituídas por uma uma única missa campal que reuniu mais de 100 mil pessoas em frente à Catedral de San Salvador. O evento também serviu de protesto contra a violência política em El Salvador.
O assassino ocorreu a um quilometro do centro de El Paisnal, onde Rutílio celebraria uma missa e onde foi erguido memorial em homenagem às vítimas denominado como: "Las Tres Cruces". Todos os anos, no aniversário do assassinato, é realizada uma peregrinação até o local onde é realizado um ato ecumênico em memória das vítimas.

## Beatificação

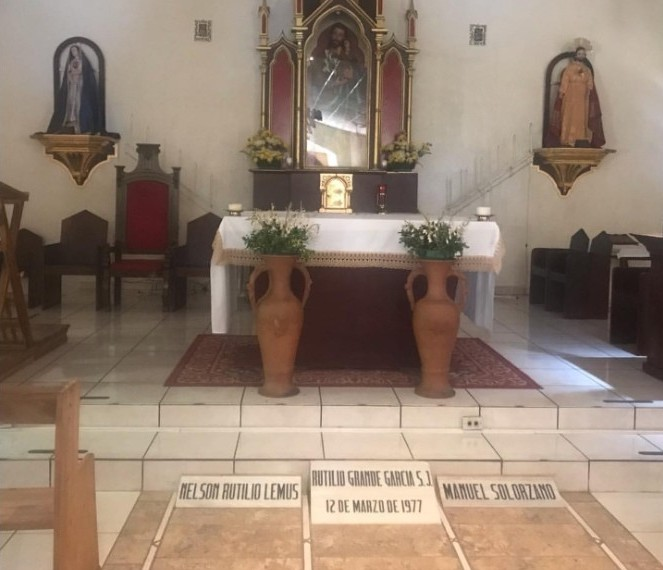
Túmulo do beato Padre Rutílio e de seus dois companheiros

Em agosto de 2016, chegou ao fim a etapa diocesana do processo que pretende obter a sua beatificação e canonização.
No dia 21 de fevereiro de 2020, o Papa Francisco autorizou a Congregação para as Causas dos Santos a promulgar o decreto do martírio de padre Rutilio Grande e dos seus dois companheiros leigos, Manuel Solórzano e Nelson Rutilio Lemus.
A cerimônia de beatificação ocorreu em 22 de janeiro de 2022 na Plaza Salvador del Mundo em El Salvador, sendo presidida pelo Cardeal Gregorio Rosa Chávez, tendo também subido juntamente aos altares frei capuchinho e mártir Cosme Spessotto.